# Проституция в Омане
Проституция в Омане незаконна, однако женщины из Восточной Европы, Южной Азии, Северной Африки и Китая занимаются проституцией в стране. Проституция происходит в барах, отелях, ночных клубах, публичных домах, массажных салонах и клубах здоровья.
Секс-торговля является проблемой в Омане.

## Ситуация с законностью
Разрешён только секс в рамках узаконенного брака. Женский секс вне законного брака квалифицируется как зина (незаконный секс, прелюбодеяние, блуд). Именно женщины, а не их клиенты, караются по закону за секс-работу, приговариваясь к лишению свободы на срок от трёх до пяти лет. Проживание на доходы от проституции является преступлением, наказуемым штрафом и лишением свободы на срок до трёх месяцев (статья 221 Уголовного кодекса). Кроме того, любой иностранец, совершивший акт против «общественного порядка или моральных устоев» или не имеющий легального источника дохода, может быть депортирован (закон 16 от 1995 года, статьи 31[1] и 31[5]).
Часты полицейские облавы. 43 женщины были арестованы в ходе рейдов в Баушере в декабре 2016 года и более 100 во время рейдов в Эль-Хувейре в августе 2017 года.
Сотни женщин из Юго-Восточной Азии были арестованы за проституцию, и в ноябре 2016 года выдача туристических виз женщинам из Юго-Восточной Азии была ограничена.
За 3 года, предшествовавших августу 2017 года, 273 человека были арестованы за проституцию, и все получили минимум 3 года тюремного заключения.

## Секс-торговля
Оман является страной прибытия и транзита для женщин, главным образом из Южной и Восточной Азии, а также из Восточной и Северной Африки, которые подвергаются сексуальной торговле, часто со стороны граждан своих стран. Поступали неподтверждённые сообщения о том, что домашние работницы из стран, не имеющих дипломатического присутствия в Омане, особенно уязвимы для торговли женщинами. Домашние работницы, которые бегут от своих работодателей, также подвергаются принуждению к занятиям проституцией.
В течение 1990-х и начала 2000-х годов молодые женщины поставлялись с территории бывшего Советского Союза для секс-работы. В 2005 году Оман ратифицировал Конвенцию Международной организации труда 1959 года, запрещающую принудительный труд. К этому времени иностранные трудящиеся-мигранты составляли 60 % населения Омана, и их уровень жизни был ниже, чем в среднем по Оману (Оман классифицируется Программой развития Организации Объединённых Наций как имеющий «средний уровень человеческого развития»). В Омане существует серьезная проблема торговли людьми, в частности, женщинами, и Государственный департамент США по контролю и борьбе с торговлей людьми считает его страной «второго уровня».